# 로마 제국의 유산

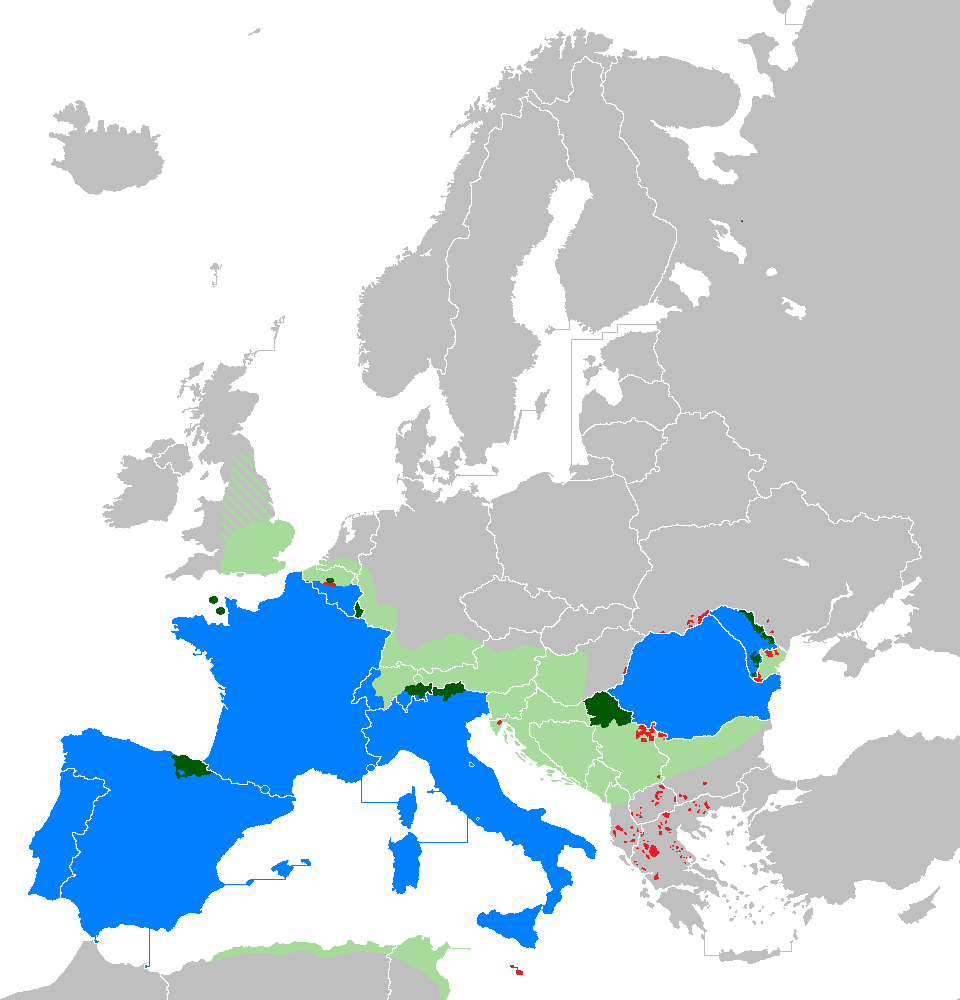
로망스어군 계열의 언어가 공용어인 곳
로망스어군 계열 언어가 공통어인 곳

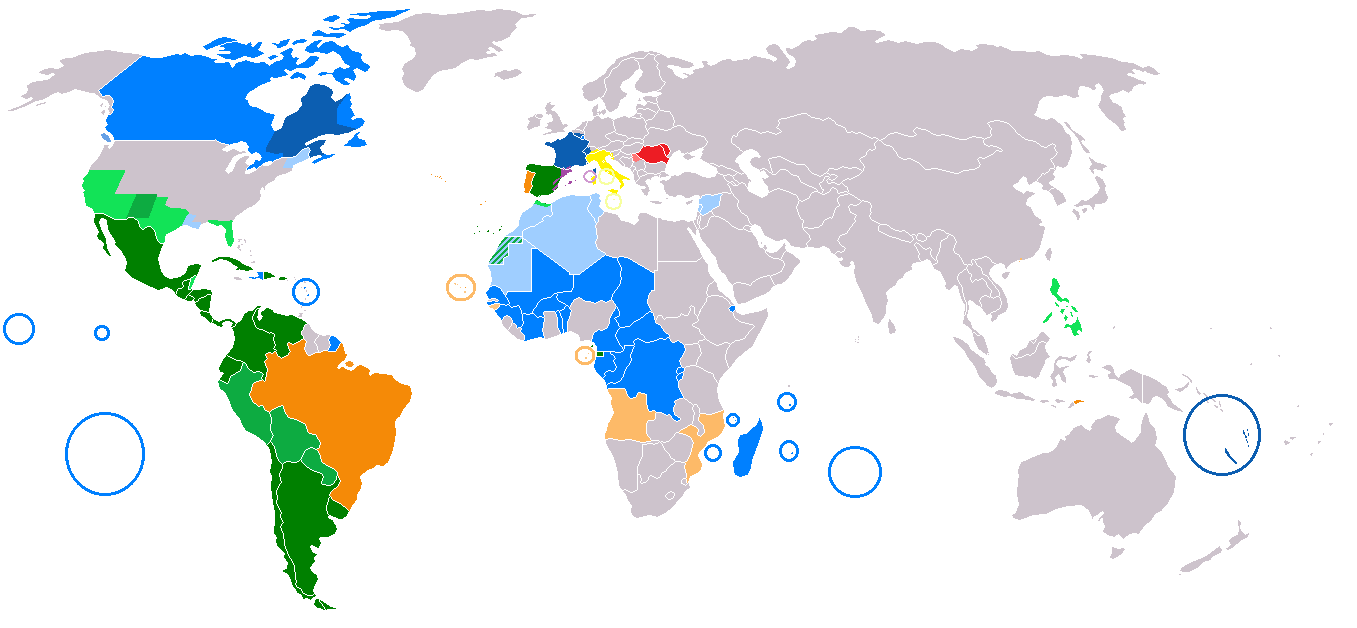
로망스어군의 전세계적 분포도:
프랑스어
스페인어
포르투갈어
카탈루냐어
이탈리아어
루마니아

로마 제국의 유산은 다양하고 중요했다. 다른 문화의 유산 위에 세워진 로마 제국은 국가 제도, 법률, 문화적 가치, 종교적 신념, 기술 발전, 공학, 언어 등 다양한 문화적 측면에서 광범위한 지리적 범위와 함께 오랜 기간 동안 영향을 미쳤다.
이러한 유산은 제국 자체의 멸망(서방에서는 서기 5세기, 동방에서는 15세기) 이후에도 살아남아 다른 문명을 형성하는 데 영향을 미쳤으며, 그 과정은 오늘날까지 계속되고 있다. 로마는 시비타스('문명'이라는 단어의 어원에 반영되어 있음)였으며, 이후 문화가 구축된 실제 서양 문명과 연결된 것은 고대 로마의 라틴어로, 라틴 문학에서 사용된 고전 라틴어로 대표되며, 중세 시대에 발전하여 로마 가톨릭교회에서 교회 라틴어로 여전히 사용되고 있다. 일상적인 사회적 교류에 사용되는 공용어인 속라틴어는 오늘날 존재하는 다양한 로망스어(특히 이탈리아어, 프랑스어, 스페인어, 포르투갈어, 루마니아어, 카탈루냐어, 사르데냐어 등)들로 동시에 진화했다. 서로마 제국은 서기 5세기에 멸망했지만 동로마 제국은 서기 15세기 오스만 제국에 의해 정복될 때까지 계속되었고, 서기 7세기 이슬람의 초기 정복 이후에도 동부 지중해의 많은 지역에서 그리스어가 굳건히 자리를 잡았다. 헬레니즘과 함께 헬레니즘 종교가 현대에 약간 부흥했지만, 고대 로마의 이교는 서기 4세기 이후 로마 황제 콘스탄티누스 1세(재위 306~337년)의 기독교 개종으로 대부분 대체되었다. 후기 로마 제국의 기독교 신앙은 중세 시대에도 계속 발전하여 현대 서구권의 종교와 정신의 주요한 측면으로 남아 있다.
헬레니즘 시대의 고대 그리스 건축에 크게 빚진 고대 로마 건축은 특히 15세기 이탈리아 르네상스 시대에 서양 세계의 건축에 영향을 미쳤다. 로마법과 공화정 정치(로마 공화국 시대부터)는 중세 시대의 이탈리아 도시국가 공화국과 초기 미국 및 기타 현대 민주공화국에 영향을 미치며 지속적인 유산을 남겼다. 고대 로마의 율리우스력은 표준 현대 그레고리력의 기초를 형성했으며, 콘크리트 돔 건설과 같은 로마의 발명품과 공학은 로마 멸망 이후에도 다양한 민족에 영향을 미쳤다. 식민주의와 전쟁에 대한 로마의 모델도 영향을 미쳤다.

## 같이 보기
- 고전 고대
- 동로마 제국
- 서로마 제국